# La Membrolle-sur-Longuenée
La Membrolle-sur-Longuenée ist eine Ortschaft und eine Commune déléguée in der französischen Gemeinde Longuenée-en-Anjou mit 2.229 Einwohnern (Stand 1. Januar 2022) im Département Maine-et-Loire in der Region Pays de la Loire.  Die Einwohner werden Membrollais(es) genannt.
Mit Wirkung vom 1. Januar 2016 wurden die Gemeinden La Meignanne, La Membrolle-sur-Longuenée, Le Plessis-Macé und Pruillé zu einer Commune nouvelle mit dem Namen Longuenée-en-Anjou zusammengelegt. Die Gemeinde La Membrolle-sur-Longuenée gehörte zum Arrondissement Angers und zum Kanton Angers-4.

## Geographie
La Membrolle-sur-Longuenée liegt etwa fünfzehn Kilometer nordwestlich von Angers.
Die Verkehrserschließung erfolgt durch die ehemalige Route nationale 775 (heutige D775).

## Bevölkerungsentwicklung
| 1962                       | 1968 | 1975 | 1982 | 1990 | 1999 | 2006 | 2012  |
| -------------------------- | ---- | ---- | ---- | ---- | ---- | ---- | ----- |
| 461                        | 567  | 659  | 1058 | 1408 | 1453 | 1658 | 2.012 |
| Quellen: Cassini und INSEE |      |      |      |      |      |      |       |

## Sehenswürdigkeiten
- Kirche Saint-Pierre
- Wassermühle La Roussière
- Wald von Longuenée